# Labyrinth (Karat-Album)
Labyrinth ist ein Studioalbum der deutschen Rockgruppe Karat aus dem Jahr 2018.

## Inhalt
Labyrinth erschien am 19. Oktober 2018 auf Electrola, einem Label von Universal. Mit einer Laufzeit von 59 Minuten ist es das bisher längste Studioalbum der Band.
Auf dem Album sind neben neuen auch bereits erschienene Lieder vorhanden. So ist der Titel 1 mit Dir mit Jeanette Biedermann schon auf dem ersten Album ihrer Band Ewig von 2012 (dort als Duett mit ihrem Ehemann Jörg Weißelberg) zu finden. Der Song 1000 Karat wurde bereits 2017 auf dem Album Rock Legenden Vol. 2 veröffentlicht.
Ewig weht der Wind wurde gemeinsam mit Gregor Meyle geschrieben, mit dem die Band schon auf dem Vorgängeralbum Seelenschiffe zusammengearbeitet hatte. Dieser Titel und das Instrumentalstück Alles fließt sind zudem die ersten Kompositionen Bernd Römers (der bereits seit 1976 zur Band gehört) für Karat. Die Titel Blumen aus Eis, Gewitterregen und Magisches Licht sind Akustik-Versionen älterer Karat-Klassiker.
Wie schon beim Vorgänger Seelenschiffe arbeitete Karat auch für dieses Album wieder mit jüngeren Musikern der Deutsch-Pop-Szene zusammen, wodurch sich das Album musikalisch nahe am Mainstream präsentiert. Zahlreiche Musiker waren bei der Produktion involviert und spielten große Teile der Musik ein: Constantin Krieg (Keyboard, Programming), Marcus Gorstein (Keyboard), Ingo Politz (Programming, Schlagzeug), Jörg Weißelberg (Gitarre, Keyboard, Programming), Lucas Schaaf (Gitarre, Keyboard, Programming, Bass), Simon Kempner (Gitarre) und Devi-Ananda Dahm (Hintergrundgesang).
Da das Album während einer längeren Erkrankung des Schlagzeugers Michael Schwandt produziert wurde, spielte Ronny Dehn (u. a. Silly) in Vertretung für Schwandt das Schlagzeug auf dem Album ein.
Als erste Single wurde am 21. September 2018 Hoffnung ausgekoppelt. Am 28. September folgte der Titel 1 mit Dir. Es war gleichzeitig das erste Mal, dass Vorab-Singles aus einem Karat-Album als Download veröffentlicht wurden.

## Titelliste
1. Alles oder mehr (3:36)
2. 1000 Karat (3:18)
3. 1 mit Dir (Duett mit Jeanette Biedermann) (3:44)
4. Abschied und Ankunft (3:40)
5. Ewig weht der Wind (3:51)
6. Hoffnung (3:22)
7. Alles fließt (3:30)
8. Wieder Zuhaus (4:57)
9. Labyrinth (4:40)
10. Erzähl ihnen vom Frieden (3:58)
11. Heimatlos (3:50)
12. Mir nah zu sein (3:18)
13. Blumen aus Eis (Remake) (4:58)
14. Gewitterregen (Remake) (4:08)
15. Magisches Licht (Remake) (4:22)